# Bracon aculeator
Bracon aculeator är en stekelart som först beskrevs av Fabricius 1793.  Bracon aculeator ingår i släktet Bracon och familjen bracksteklar. Inga underarter finns listade.